# مقياس ييل-براون الوسواسي القهري
مقياس ييل-براون الوسواسي القهري (Yale–Brown Obsessive Compulsive Scale - Y-BOCS) هو اختبار من أجل قياس مدى شدة أعراض اضطراب الوسواسي القهري (OCD).
صمم عالم النفس الأمريكي واين غودمان Wayne Goodman وزملاؤه هذا المقياس، والذي يستعمل بشكل كبير وواسع في مجال الأبحاث والاختبارات التجريبية السريرية لتحديد مدى شدة اضطراب الوسواس القهري OCD ولمراقبة تطور الحالة أثناء العلاج.
يقيس هذا المقياس شدة الوساوس بشكل منفصل عن السلوك القهري، ويقيس بشكل محدد شدة أعراض اضطراب الوسواس القهري من غير انحياز إلى نمط مضمون الوسواس أو السلوك القهري الظاهر. وهو مقياس يحتوي على عشرة نقاط مصممة لتقييم شدة الأعراض وليس لتشخيص الاضطراب. ويوفر ذلك نظرة شاملة حول تأثير الأعراض على حياة المرضى. ويتألف المقياس من قائمة مراجعة للأعراض ومقياس الشدة، لا سيما وأن فهم شدة الأعراض أمر بالغ الأهمية في عملية التشخيص والعلاج.

## اقرأ أيضاً
- الاضطراب الوسواسي القهري

## وصلات خارجية
- Yale–Brown Obsessive Compulsive Scale - مقياس Y-BOCS